# Kristina Barrois
Kristina Barrois (født 30. september 1981 i Ottweiler, Saarland, Vesttyskland) er en professionel tennisspiller fra Tyskland.